# Ярослав Мудрый (опера Мейтуса)
«Ярослав Мудрый» (укр. Ярослав Мудрий) — опера Юлия Мейтуса в 3 действиях (6 картинах) на либретто Александры Васильевой (жены Мейтуса). Написана в 1972 году Первая постановка — Донецк, Театр оперы и балета, 1973 год.
В основу положена одноимённая драматическая поэма Ивана Кочерги, привлекавшая внимание и других композиторов. Композитор и либреттист переделали текст пьесы, исключив ряд сцен, не связанных с основным действием, уменьшили количество персонажей и усилили динамику.
В пьесе только однажды упоминается о нападении печенегов на Киев, но в опере оно является одним из ключевых мотивов — и начало, и финал произведения связаны с сопротивлением врагам. Опасность, нависшая над Киевом, становится ещё большей, поскольку печенегов возглавляет брат Ярослава — Святополк — названный «Окаянным». Ярослав пытается объединить Русь, ищет союза с Новгородом, чтобы совместными силами противостоять врагам. К врагам также можно отнести жену князя, Ингигерду, дочь шведского короля Олафа, которая не думает об интересах Киевской Руси.
Ярославу удалось победить, укрепить границы Руси и наладить дружеские отношения с соседними государствами. В пьесе Кочерги значительное внимание уделяют истории замужества дочери Ярослава Елизаветы с Харальдом, будущим королем Норвегии. Композитор и либреттист сохранили этот существенный мотив и добавили другой, не менее важный — брак младшей дочери Ярослава Анны с французским королем Генрихом I.